# اینجینیا
اینجینیا (نام علمی: Ingenia) نام یک سرده از شاخه کرم‌های لوله‌ای است.